# Phase à élimination directe de la Coupe du monde féminine de basket-ball 2022
La phase à élimination directe de la Coupe du monde 2022 se dispute du 29 septembre au 1er octobre 2022.

## Équipes qualifiées
Les quatre meilleures équipes de chaque groupe se qualifient pour la phase finale. Un tirage au sort déterminera les paires des quarts de finale. Les deux équipes les mieux classées de chaque groupe seront tirées au sort contre les deux équipes classées troisième et quatrième de l’autre groupe.
| Groupe | Premier    | Deuxième | Troisième | Quatrième  |
| ------ | ---------- | -------- | --------- | ---------- |
| A      | États-Unis | Chine    | Belgique  | Porto Rico |
| B      | Australie  | Canada   | Serbie    | France     |

## Tableau
Un tirage au sort décidera des paires des quarts de finale.
|  | Quarts de finale | Quarts de finale |             |             | Demi-finales           | Demi-finales           |    |  | Finale      | Finale      |
|  | Quarts de finale | Quarts de finale |             |             | Demi-finales           | Demi-finales           |    |  | Finale      | Finale      |
|  |                  |                  |             |             |                        |                        |    |  |             |             |
|  | 29 septembre     | 29 septembre     |             |             | 30 septembre           | 30 septembre           |    |  | 1er octobre | 1er octobre |
|  | 29 septembre     | 29 septembre     |             |             | 30 septembre           | 30 septembre           |    |  | 1er octobre | 1er octobre |
|  | Australie        | 86               |             |             | 30 septembre           | 30 septembre           |    |  | 1er octobre | 1er octobre |
|  | Australie        | 86               |             |             | 30 septembre           | 30 septembre           |    |  | 1er octobre | 1er octobre |
|  | Belgique         | 69               |             |             | 30 septembre           | 30 septembre           |    |  | 1er octobre | 1er octobre |
|  | Belgique         | 69               | Australie   | 59          |                        |                        |    |  | 1er octobre | 1er octobre |
|  | 29 septembre     |                  | Australie   | 59          |                        |                        |    |  | 1er octobre | 1er octobre |
|  |                  | Chine            | 61          |             |                        |                        |    |  | 1er octobre | 1er octobre |
|  | France           | Chine            | 61          | 71          |                        |                        |    |  | 1er octobre | 1er octobre |
|  | France           |                  |             | 71          |                        |                        |    |  | 1er octobre | 1er octobre |
|  | Chine            | 85               |             |             |                        |                        |    |  | 1er octobre | 1er octobre |
|  | Chine            | 85               | États-Unis  | 83          |                        |                        |    |  |             |             |
|  | 29 septembre     |                  | États-Unis  | 83          |                        |                        |    |  |             |             |
|  |                  | Chine            | 61          |             |                        |                        |    |  |             |             |
|  | États-Unis       | Chine            | 61          | 88          |                        |                        |    |  |             |             |
|  | États-Unis       | 30 septembre     |             | 88          |                        |                        |    |  |             |             |
|  | Serbie           | 55               |             |             |                        |                        |    |  |             |             |
|  | Serbie           | 55               | États-Unis  | 83          |                        |                        |    |  |             |             |
|  | 29 septembre     | 29 septembre     | États-Unis  | 83          | Match pour la 3e place | Match pour la 3e place |    |  |             |             |
|  | 29 septembre     | 29 septembre     |             | Canada      | Match pour la 3e place | Match pour la 3e place | 43 |  |             |             |
|  | Canada           | 79               | 1er octobre | 1er octobre |                        |                        | 43 |  |             |             |
|  | Canada           | 79               | 1er octobre | 1er octobre |                        |                        |    |  |             |             |
|  | Porto Rico       | 60               |             | Australie   | 95                     |                        |    |  |             |             |
|  | Porto Rico       | 60               |             | Australie   | 95                     |                        |    |  |             |             |
|  |                  |                  |             |             |                        |                        |    |  | Canada      | 65          |
|  |                  |                  |             |             |                        |                        |    |  | Canada      | 65          |

Toutes les heures correspondent à l'Heure en Australie (UTC+10:00).

## Quarts de finale

### États-Unis - Serbie
| 29 septembre 2022 12h00 | Boxscore | États-Unis                                        | 88-55                               | Serbie                                        |  | Sydney Super Dome, Sydney Affluence : 1327 Arbitres : Scott Beker Gatis Saliņš Wojciech Liszka |
| 29 septembre 2022 12h00 | Boxscore | Score par quart-temps : 25-23, 25-10, 16-7, 22-15 |                                     |                                               |  | Sydney Super Dome, Sydney Affluence : 1327 Arbitres : Scott Beker Gatis Saliņš Wojciech Liszka |
| 29 septembre 2022 12h00 | Boxscore | Score par mi-temps : 50-33, 38-22                 |                                     |                                               |  | Sydney Super Dome, Sydney Affluence : 1327 Arbitres : Scott Beker Gatis Saliņš Wojciech Liszka |
| 29 septembre 2022 12h00 | Boxscore | Plum, 17 Thomas, 14 Thomas, 7 Thomas, 30          | Points Rebonds Passes d. Évaluation | Anderson, 14 Raca, 7 Anderson, 7 Anderson, 17 |  | Sydney Super Dome, Sydney Affluence : 1327 Arbitres : Scott Beker Gatis Saliņš Wojciech Liszka |

### Canada - Porto Rico
| 29 septembre 2022 14h30 | Boxscore | Canada                                             | 79-60                               | Porto Rico                                                 |  | Sydney Super Dome, Sydney Affluence : 1437 Arbitres : Daigo Urushima Viola Györgyi Julio Anaya |
| 29 septembre 2022 14h30 | Boxscore | Score par quart-temps : 26-11, 18-12, 16-19, 19-18 |                                     |                                                            |  | Sydney Super Dome, Sydney Affluence : 1437 Arbitres : Daigo Urushima Viola Györgyi Julio Anaya |
| 29 septembre 2022 14h30 | Boxscore | Score par mi-temps : 44-23, 35-37                  |                                     |                                                            |  | Sydney Super Dome, Sydney Affluence : 1437 Arbitres : Daigo Urushima Viola Györgyi Julio Anaya |
| 29 septembre 2022 14h30 | Boxscore | Nurse, 17 Alexander, 13 Colley, 6 Achonwa, 20      | Points Rebonds Passes d. Évaluation | Guirantes, 19 Hollingshed, 12 Guirantes, 3 San Antonio, 15 |  | Sydney Super Dome, Sydney Affluence : 1437 Arbitres : Daigo Urushima Viola Györgyi Julio Anaya |

### France - Chine
| 29 septembre 2022 18h00 | Boxscore | France                                             | 71-85                               | Chine                                       |  | Sydney Super Dome, Sydney Affluence : 6241 Arbitres : Blanca Burns Martin Vulić Maj Forsberg |
| 29 septembre 2022 18h00 | Boxscore | Score par quart-temps : 25-25, 14-25, 19-16, 13-19 |                                     |                                             |  | Sydney Super Dome, Sydney Affluence : 6241 Arbitres : Blanca Burns Martin Vulić Maj Forsberg |
| 29 septembre 2022 18h00 | Boxscore | Score par mi-temps : 39-50, 32-35                  |                                     |                                             |  | Sydney Super Dome, Sydney Affluence : 6241 Arbitres : Blanca Burns Martin Vulić Maj Forsberg |
| 29 septembre 2022 18h00 | Boxscore | Fauthoux, 19 Michel, 6 Michel, 6 Fauthoux, 14      | Points Rebonds Passes d. Évaluation | Li M., 23 Han X., 9 Li Y., 7 Huang S.J., 23 |  | Sydney Super Dome, Sydney Affluence : 6241 Arbitres : Blanca Burns Martin Vulić Maj Forsberg |

### Australie - Belgique
| 29 septembre 2022 20h30 | Boxscore | Australie                                          | 86-69                               | Belgique                                          |  | Sydney Super Dome, Sydney Affluence : 8421 Arbitres : Amy Bonner Maripier Malo Johnny Batista |
| 29 septembre 2022 20h30 | Boxscore | Score par quart-temps : 26-16, 26-21, 20-11, 14-21 |                                     |                                                   |  | Sydney Super Dome, Sydney Affluence : 8421 Arbitres : Amy Bonner Maripier Malo Johnny Batista |
| 29 septembre 2022 20h30 | Boxscore | Score par mi-temps : 52-37, 34-32                  |                                     |                                                   |  | Sydney Super Dome, Sydney Affluence : 8421 Arbitres : Amy Bonner Maripier Malo Johnny Batista |
| 29 septembre 2022 20h30 | Boxscore | George, 19 George, 9 Talbot, 9 George, 23          | Points Rebonds Passes d. Évaluation | Allemand, 15 Linskens, 5 Allemand, 7 Allemand, 17 |  | Sydney Super Dome, Sydney Affluence : 8421 Arbitres : Amy Bonner Maripier Malo Johnny Batista |

## Demi-finales

### États-Unis - Canada
| 30 septembre 2022 17h00 | Boxscore | États-Unis                                       | 83-43                               | Canada                                         |  | Sydney Super Dome, Sydney Affluence : 5661 Arbitres : Andreia Silva Viola Györgyi Julio Anaya |
| 30 septembre 2022 17h00 | Boxscore | Score par quart-temps : 27-7, 18-14, 22-8, 16-14 |                                     |                                                |  | Sydney Super Dome, Sydney Affluence : 5661 Arbitres : Andreia Silva Viola Györgyi Julio Anaya |
| 30 septembre 2022 17h00 | Boxscore | Score par mi-temps : 45-21, 38-22                |                                     |                                                |  | Sydney Super Dome, Sydney Affluence : 5661 Arbitres : Andreia Silva Viola Györgyi Julio Anaya |
| 30 septembre 2022 17h00 | Boxscore | Stewart, 17 Wilson, 12 Gray, 8 Wilson, 30        | Points Rebonds Passes d. Évaluation | Amihere, 8 Carleton, 5 Achonwa, 2 Carleton, 11 |  | Sydney Super Dome, Sydney Affluence : 5661 Arbitres : Andreia Silva Viola Györgyi Julio Anaya |

### Australie - Chine
| 30 septembre 2022 19h30 | Boxscore | Australie                                          | 59-61                               | Chine                           |  | Sydney Super Dome, Sydney Affluence : 11916 Arbitres : Gatis Saliņš Martin Vulić Wojciech Liszka |
| 30 septembre 2022 19h30 | Boxscore | Score par quart-temps : 17-13, 13-23, 14-11, 15-14 |                                     |                                 |  | Sydney Super Dome, Sydney Affluence : 11916 Arbitres : Gatis Saliņš Martin Vulić Wojciech Liszka |
| 30 septembre 2022 19h30 | Boxscore | Score par mi-temps : 30-36, 29-25                  |                                     |                                 |  | Sydney Super Dome, Sydney Affluence : 11916 Arbitres : Gatis Saliņš Martin Vulić Wojciech Liszka |
| 30 septembre 2022 19h30 | Boxscore | Whitcomb, 15 Talbot, 10 Talbot, 3 Magbegor, 18     | Points Rebonds Passes d. Évaluation | Han, 19 Han, 11 Yang, 4 Han, 33 |  | Sydney Super Dome, Sydney Affluence : 11916 Arbitres : Gatis Saliņš Martin Vulić Wojciech Liszka |

## Match pour la3eplace
| 1er octobre 2022 13h00 | Boxscore | Australie                                          | 95-65                               | Canada                                   |  | Sydney Super Dome, Sydney Arbitres : Amy Boomer Blanca Burns Maj Forsberg |
| 1er octobre 2022 13h00 | Boxscore | Score par quart-temps : 27-21, 24-22, 20-11, 24-11 |                                     |                                          |  | Sydney Super Dome, Sydney Arbitres : Amy Boomer Blanca Burns Maj Forsberg |
| 1er octobre 2022 13h00 | Boxscore | Score par mi-temps : 51-43, 44-22                  |                                     |                                          |  | Sydney Super Dome, Sydney Arbitres : Amy Boomer Blanca Burns Maj Forsberg |
| 1er octobre 2022 13h00 | Boxscore | Jackson, 30 Talbot, 8 Talbot, 8 Jackson, 35        | Points Rebonds Passes d. Évaluation | Nurse, 19 Amihere, 5 Fields, 4 Nurse, 14 |  | Sydney Super Dome, Sydney Arbitres : Amy Boomer Blanca Burns Maj Forsberg |

## Finale
| 1er octobre 2022 16h00 | Boxscore | États-Unis                                         | 83-61                               | Chine                                            |  | Sydney Super Dome, Sydney Arbitres : Gatis Saliņš Wojciech Liszka Julio Anaya |
| 1er octobre 2022 16h00 | Boxscore | Score par quart-temps : 18-13, 25-20, 25-14, 15-14 |                                     |                                                  |  | Sydney Super Dome, Sydney Arbitres : Gatis Saliņš Wojciech Liszka Julio Anaya |
| 1er octobre 2022 16h00 | Boxscore | Score par mi-temps : 43-33, 40-28                  |                                     |                                                  |  | Sydney Super Dome, Sydney Arbitres : Gatis Saliņš Wojciech Liszka Julio Anaya |
| 1er octobre 2022 16h00 | Boxscore | Wilson, 19 Thomas, 9 Gray, 8 Gray, 21              | Points Rebonds Passes d. Évaluation | Li Y.R., 19 Li Y.R., 12 Yang L.W., 4 Li Y.R., 23 |  | Sydney Super Dome, Sydney Arbitres : Gatis Saliņš Wojciech Liszka Julio Anaya |